# Epicosymbia nitidata
Epicosymbia nitidata is een vlinder uit de familie spanners (Geometridae). De wetenschappelijke naam van deze soort is voor het eerst geldig gepubliceerd in 1905 door Warren.
De soort komt voor in tropisch Afrika.